# Seleção Belizenha de Futebol de Areia
A Seleção Belizenha de Futebol de Areia representa Belize nas competições internacionais de futebol de areia (ou beach soccer).

## Melhores Classificações
- Copa do Mundo de Futebol de Areia - Nunca participou da competição.
- Campeonato de Futebol de Areia da CONCACAF - 13º Lugar em 2017